# Рено флуенс
Рено флуенс (фр. Renault Fluence) је аутомобил који је производила француска фабрика аутомобила Рено. Производио се од 2009. до 2016. године.

## Историјат
Компактна лимузина је представљена 2009. године, као последица одлуке Реноа да у трећој генерацији мегана раздвоји хечбек модел од седана. Флуенс, као троволуменска лимузина, користи већи део механичких решења са друге генерације мегана на чијој се траци у фабрици у Бурси у Турској и производи. Међутим, кабина је готово комплетно пренета из актуелне треће генерације мегана. Седани се у прошлости нису показали као претерано популаран избор у западној Европи, због чега је флуенс намењен великим источним тржиштима као што су Турска, Украјина, Бугарска, Румунија и Русија. Тачније, намењен је купцима који желе да се возе у пространом аутомобилу са богатом опремом и ниском ценом.
Унутрашњост возила се на први поглед од мегана III разликује по инструмент табли, на којој је централно постављен дигитални брзиномер замењен јефтинијим, аналогним. Пластика је квалитетна, а седишта су комфорна. Пртљажник има запремину од 530 литара.
Рено је 2009. године на сајму у Франкфурту представио и електричну верзију под називом флуенс З.Е. На европским тестовима судара 2011. године флуенс З.Е. је добио четири од могућих пет звездица.
Редизајн је урађен крајем 2012. године, а најуочљивије промене су у предњем делу аутомобила који је попримио стилски израз карактеристичан за најновију генерацију Реноових модела, као и нове економичне моторе.
Јула 2016. године, Рено је представио наследника, меган IV у верзији седан, под називом „меган гранд купе”.

## Мотори
| Модел           | Цилиндри         | Запремина        | Снага           | Момент            | 0–100 km/h | Брзина   | Потрошња | Емисија CO2 |
| Бензин          | Бензин           | Бензин           | Бензин          | Бензин            | Бензин     | Бензин   | Бензин   | Бензин      |
| --------------- | ---------------- | ---------------- | --------------- | ----------------- | ---------- | -------- | -------- | ----------- |
| 1.6             | 4                | 1598 cm³         | 78 kW (106 КС)  | 145 Nm (4250)     | 11,7 сек.  | 183 km/h | 6,7 l.   | 159 g/km    |
| 1.6 16V 110     | 4                | 1598 cm³         | 81 kW (110 КС)  | 151 Nm (4250)     | 11,7 сек.  | 185 km/h | 6,7 l.   | 155 g/km    |
| 1.6 16V 115     | 4                | 1598 cm³         | 84 kW (115 КС)  | 156 Nm (4000)     | 10,6 сек.  | 186 km/h | 6,7 l.   | 154 g/km    |
| 1.6 16V 115     | 4                | 1598 cm³         | 84 kW (115 КС)  | 156 Nm (4000)     | 11,9 сек.  | 175 km/h | 6,5 l.   | 148 g/km    |
| 2.0             | 4                | 1997 cm³         | 101 kW (137 КС) | 190 Nm (3700)     | 9,9 сек.   | 200 km/h | 8,0 l.   | 188 g/km    |
| 2.0             | 4                | 1997 cm³         | 101 kW (137 КС) | 190 Nm (3700)     | 10,1 сек.  | 195 km/h | 7,8 l.   | 185 g/km    |
| 2.0 16V 140     | 4                | 1997 cm³         | 103 kW (140 КС) | 195 Nm (3750)     | 9,9 сек.   | 200 km/h | 7,9 l.   | 182 g/km    |
| 2.0 16V 140     | 4                | 1997 cm³         | 103 kW (140 КС) | 195 Nm (3750)     | 10,4 сек.  | 195 km/h | 7,7 l.   | 178 g/km    |
| 2.0 GT2         | 4                | 1998 cm³         | 140 kW (190 КС) | 300 Nm (2250)     | 8,0 сек.   | 222 km/h |          |             |
| Дизел           |                  |                  |                 |                   |            |          |          |             |
| dCi 90 FAP      | 4                | 1461 cm³         | 66 kW (90 КС)   | 200 Nm (1750)     | 13,0 сек.  | 175 km/h | 4,4 l.   | 115 g/km    |
| dCi 110 FAP     | 4                | 1461 cm³         | 78 kW (106 КС)  | 240 Nm (1750)     | 11,0 сек.  | 185 km/h | 4,6 l.   | 120 g/km    |
| dCi 110 FAP     | 4                | 1461 cm³         | 81 kW (110 КС)  | 240 Nm (1750)     | 11,0 сек.  | 185 km/h | 4,6 l.   | 120 g/km    |
| dCi 110 FAP EDC | 4                | 1461 cm³         | 81 kW (110 КС)  | 240 Nm (1750)     | 11,9 сек.  | 185 km/h | 4,4 l.   | 114 g/km    |
| dCi 130         | 4                | 1598 cm³         | 97 kW (130 КС)  | 320 Nm (2000)     | 9,8 сек.   | 210 km/h | 4,6 l.   |             |
| Електрични      |                  |                  |                 |                   |            |          |          |             |
| Z.E.            | Батерија: 22 kWh | Батерија: 22 kWh | 70 kW (95 КС)   | 226 Nm (400–2500) | 13,7 сек.  | 135 km/h | 14,0 kWh | 0 g/km      |

## Галерија
- Пре редизајна
- Пре редизајна
- Редизајн